# 大佐爾倫楚鄉
45°27′N 21°57′E / 45.450°N 21.950°E
大佐爾倫楚鄉（羅馬尼亞語：Comuna Zorlențu Mare, Caraș-Severin），是羅馬尼亞的鄉份，位於該國西南部，由卡拉什-塞維林縣負責管轄，面積67平方公里，海拔高度202米，2007年人口928，人口密度每平方公里14人。